# Raymond de Tornaco
Barão Raymond de Tornaco (ur. 5 stycznia 1886 roku, zm. 18 stycznia 1960 roku) – belgijski kierowca wyścigowy.

## Kariera
W swojej karierze wyścigowej de Tornaco poświęcił się startom w wyścigach Grand Prix oraz w wyścigach samochodów sportowych. W latach 1923-1924Belg pojawiał się w stawce 24-godzinnego wyścigu Le Mans. W pierwszym sezonie startów odniósł zwycięstwo w klasie 2, a w klasyfikacji generalnej stanął na drugim stopniu podium. Rok później uplasował się na piątej pozycji w klasie 2, dojeżdżając do mety jako dziesiąty.